# ميكي ديميتريو
ميكي ديميتريو (بالإنجليزية: Mickey Demetriou)‏ هو لاعب كرة قدم بريطاني في مركز الدفاع، ولد في 12 مارس 1990 في Durrington, West Sussex ‏ في المملكة المتحدة. شارك مع منتخب إنجلترا لكرة القدم C ‏. أما مع النوادي، فقد لعب مع إيستبورن بوروه وشروزبري تاون وكامبريدج يونايتد وكيدرمينستر هاريرز.

## وصلات خارجية
- ميكي ديميتريو على موقع قاعدة بيانات كرة القدم.إي يو (الإنجليزية)
- ميكي ديميتريو على موقع Soccerbase.com (لاعب) (الإنجليزية)
- ميكي ديميتريو على موقع Soccerway.com (الإنجليزية)